# Boren
Boren (in danese Borne) è un comune di 1 147 abitanti dello Schleswig-Holstein, in Germania.
Appartiene al circondario (Kreis) di Schleswig-Flensburgo (targa SL) ed è parte della comunità amministrativa (Amt) di Süderbrarup.

## Storia
Il 1º marzo 2013 al comune di Boren vennero aggregati il comune di Ekenis e Kiesby.